# Kathedraal van Elne

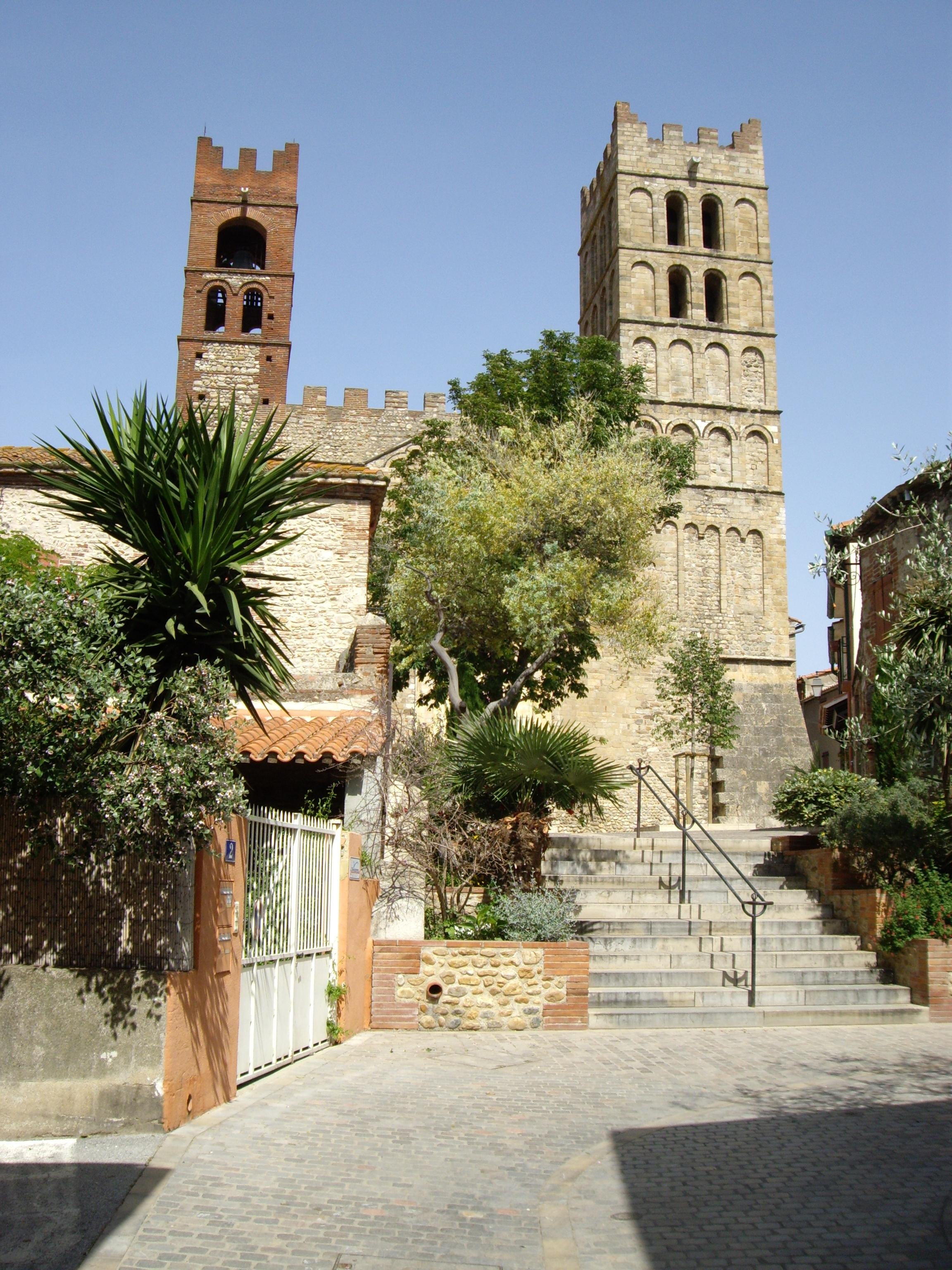
De Elne-kathedraal

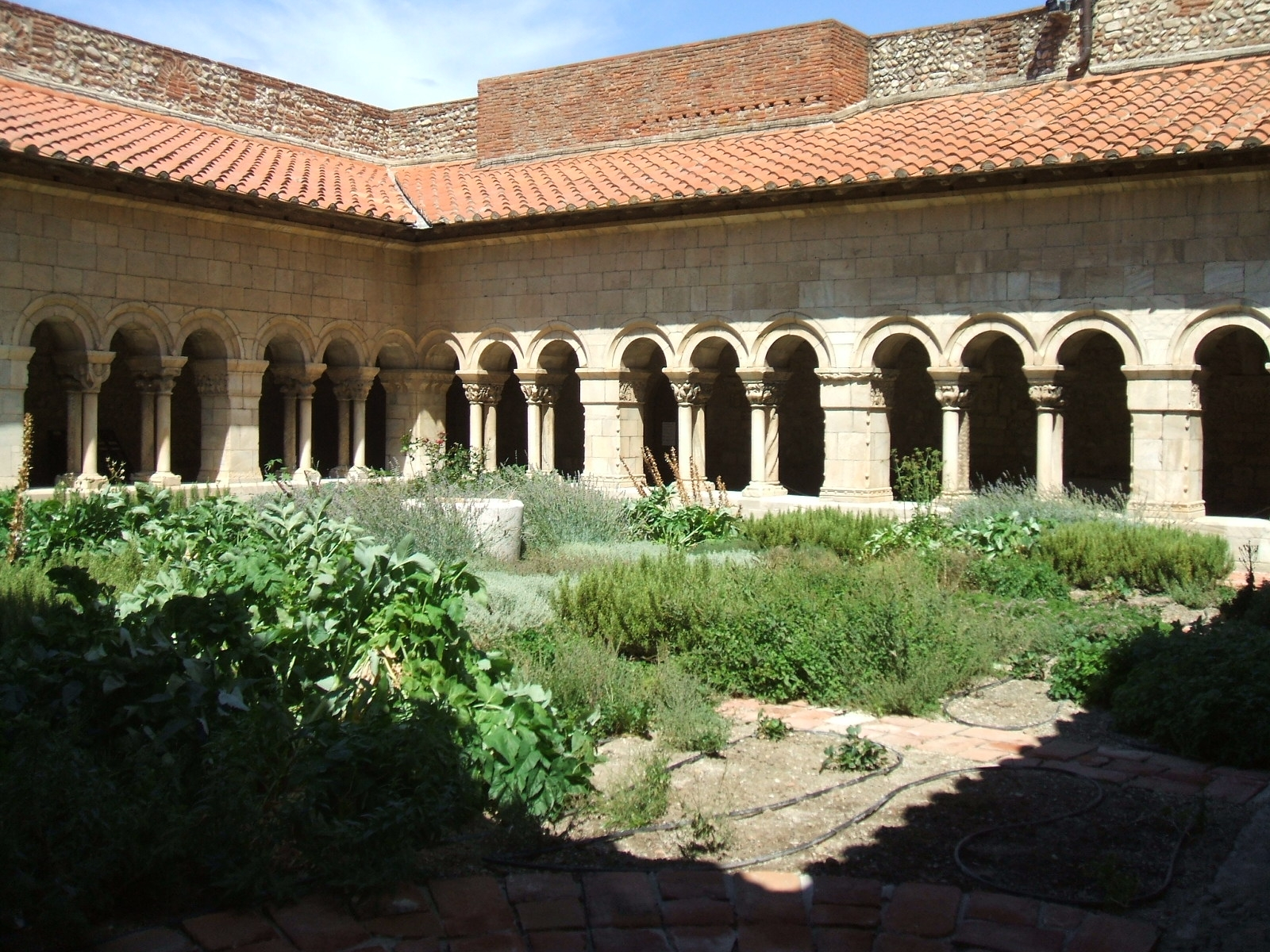
Romaanse klooster bij Elne

De Kathedraal van Elne (Frans: Cathedrale Sainte-Eulalie-et-Sainte-Julie d'Elne) is een voormalige rooms-katholieke kathedraal en een nationaal monument van Frankrijk gelegen in het centrum van Elne in het voormalige graafschap Roussillon.
Het was de zetel van het voormalige bisdom Elne dat bestond van de 6e tot de 17e eeuw. 
De kathedraal werd gebouwd tussen de 11e en de 13e eeuw en werd ingewijd in 1069. In 1285, tijdens de Aragonese Kruistocht, plunderden Franse troepen de stad en vermoordden ze de stedelingen, die hun toevlucht hadden gezocht in de kathedraal. 